# Masz to jak w banku
Masz to jak w banku – pierwszy solowy album polskiego rapera i producenta muzycznego O.S.T.R.-a wydany 8 października 2001 roku. Promowany singlem Ile jestem w stanie dać zawiera 21 z 23 przygotowanych wcześniej utworów i do końca 2001 roku znalazł 2,5 tysiąca nabywców. Pochodzący z albumu utwór pt. „Kakofonia” znalazł się na 71. miejscu listy „120 najważniejszych polskich utworów hip-hopowych” według serwisu T-Mobile Music.

## Lista utworów
W skład albumu wchodzą:
1. „Intro” (produkcja: O.S.T.R.) – 1:23
2. „O+” (produkcja: O.S.T.R.) – 3:51
3. „Kiedy” (produkcja: Nestor[a]) – 2:34
4. „Kakofonia” (skrzypce, produkcja: O.S.T.R.) – 3:15
5. „A.B.C.” (skrzypce, produkcja: O.S.T.R.) – 3:20[b]
6. „Ja to P!” (produkcja: O.S.T.R.) – 3:30[c]
7. „Świata kwietnik” (produkcja: O.S.T.R.) – 3:00
8. „Masz to jak w banku” (produkcja: O.S.T.R.) – 3:22[d]
9. „Z...” (produkcja: Nestor) – 3:14
10. „Yebać” (skrzypce, produkcja: O.S.T.R.) – 2:17
11. „Widzisz błąd” (produkcja: Nestor) – 3:32
12. „Dzień po dniu” (produkcja: O.S.T.R.) – 3:23[e]
13. „1001 karier” (skrzypce, produkcja: O.S.T.R.) – 3:01
14. „Płonie (Skit)” (produkcja: O.S.T.R.) – 1:40
15. „Profesja” (produkcja: O.S.T.R.) – 2:43
16. „Salsa” (produkcja: O.S.T.R.) – 2:43
17. „P.E.C.H.” (produkcja: O.S.T.R.) – 3:37
18. „Ile jestem w stanie dać” (produkcja: O.S.T.R.) – 3:53
19. „Nie ma tego złego” (produkcja: O.S.T.R.) – 3:10
20. „Hał (Skit)” (produkcja: O.S.T.R.) – 0:15
21. „O.S.T.R.” (skrzypce, produkcja: O.S.T.R.) – 3:16